# Poboru
Poboru est une commune roumaine située dans le județ d'Olt.